# Hippotragus leucophaeus
L'antilope azzurra (bluebuck in inglese e bloubok in afrikaans; Hippotragus leucophaeus (Pallas, 1766)) è una specie estinta di antilope che viveva in Sudafrica fino al 1800 circa. Era più piccola delle altre due specie del genere Hippotragus, l'antilope roana e l'antilope nera. Talvolta veniva considerata una sottospecie dell'antilope roana, ma le analisi genetiche hanno confermato che si trattava di una specie a sé.
Il più grande degli esemplari conservati misura 119 cm di altezza al garrese e ha corna lunghe 56,5 cm lungo la curvatura. Il mantello era di colore grigio-bluastro uniforme, con l'addome biancastro. La fronte era marrone, più scura rispetto al resto del viso. La criniera non era così sviluppata come quella dell'antilope roana e dell'antilope nera; le orecchie erano più corte e smussate, prive della macchia nera all'estremità; inoltre, il ciuffo della coda era più scuro e i denti erano più piccoli. Era anche priva della «maschera» bianca e nera che orna il viso dei suoi parenti. L'antilope azzurra era erbivora e probabilmente partoriva in concomitanza con il picco delle precipitazioni – e quindi con una maggiore disponibilità di erba. Quando gli europei la incontrarono, il suo areale era limitato al Capo sud-occidentale, ma le testimonianze fossili e le pitture rupestri indicano che in passato aveva una distribuzione più ampia.
Gli europei scoprirono l'antilope azzurra nel XVII secolo, ma all'epoca era già rara, forse a causa del fatto che il suo habitat di prateria preferito si era ridotto a una zona di appena 4300 km², distribuita principalmente lungo la costa meridionale del Sudafrica. Anche i cambiamenti del livello del mare durante l'Olocene inferiore potrebbero aver contribuito al suo declino, frammentando le popolazioni. L'antilope azzurra viene citata per la prima volta nel 1681, ma furono pochi coloro che la descrissero quando la specie era ancora in vita. Le poche illustrazioni del XVIII secolo sembrano essere basate su esemplari impagliati. Cacciata dai coloni europei, l'antilope azzurra si estinse intorno al 1800; fu il primo grande mammifero africano a estinguersi in epoca storica, seguita dal quagga nel 1883. Ne rimangono solo quattro esemplari impagliati, conservati nei musei di Leida, Stoccolma, Vienna e Parigi, oltre a corna e possibili ossa conservate in vari musei.

## Tassonomia
Secondo la zoologa tedesca Erna Mohr, che nel 1967 scrisse un libro sull'antilope azzurra, il primo riferimento a questa specie si troverebbe tra le testimonianze di un viaggio al Capo di Buona Speranza effettuato dal viaggiatore Peter Kolbe, pubblicate nel 1719. La descrizione di Kolbe comprendeva anche un disegno che, secondo la Mohr, si basava sui ricordi personali e sulle annotazioni scritte. Nel 1975, Husson e Holthuis esaminarono la versione originale olandese del libro di Kolbe e giunsero alla conclusione che il disegno non raffigurava un'antilope azzurra, bensì un kudù maggiore (Tragelaphus strepsiceros), e che l'errore era dovuto a una traduzione errata in tedesco. La più antica raffigurazione di un'antilope azzurra, o più precisamente di una sua parte, è il disegno di un corno realizzato nel 1764. In seguito, si è scoperto che l'animale era già stato menzionato (come blaue Böcke) in un elenco di mammiferi sudafricani del 1681.
La successiva raffigurazione pubblicata, corredata da una descrizione in cui la specie viene chiamata blue goat, comparve nel 1771 su Synopsis of Quadrupeds del naturalista gallese Thomas Pennant; essa si basava su una pelle proveniente dal Capo di Buona Speranza, acquistata ad Amsterdam. Nel 1778 un disegno del filosofo naturale svizzero Jean-Nicolas-Sébastien Allamand venne inserito nell'Histoire Naturelle del conte di Buffon; qui l'antilope viene chiamata tzeiran, lo stesso nome siberiano con cui è conosciuta la gazzella gozzuta (Gazella subgutturosa). Si ritiene che il disegno si basi in gran parte sull'esemplare conservato a Leida: si tratta del primo disegno pubblicato che raffigura l'intero animale. Un altro accenno all'antilope azzurra si trova nelle memorie dell'esploratore francese François Levaillant, pubblicate negli anni '80 del XVIII secolo, in cui sono descritti i suoi viaggi nel paese a est del Capo di Buona Speranza, la cosiddetta «Olanda ottentotta». Lo zoologo tedesco Martin Lichtenstein parlò dell'antilope azzurra nel 1812, ma da allora la specie venne menzionata sempre meno frequentemente nella letteratura scientifica.

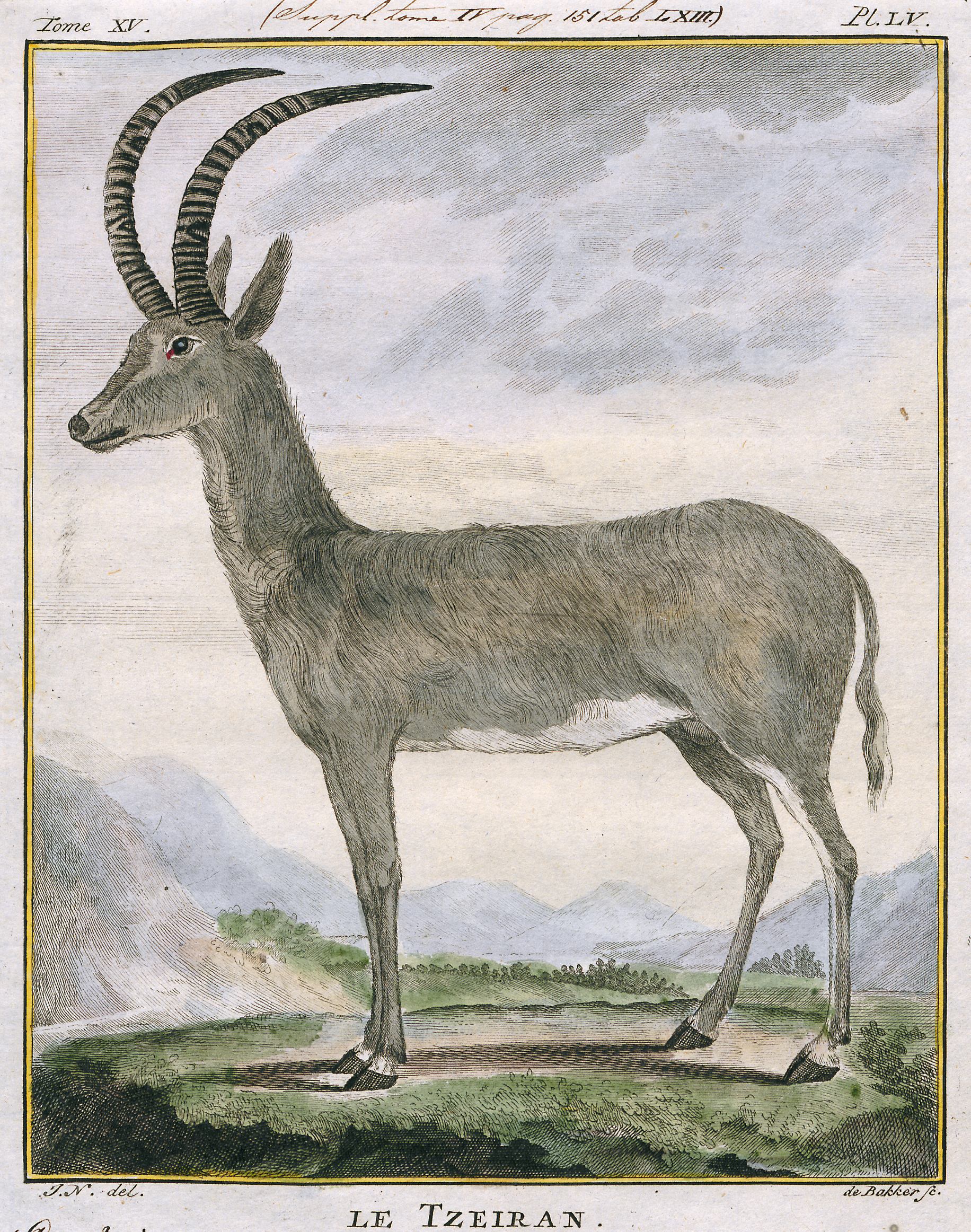
Il disegno del 1778 di Allamand, probabilmente basato sull'esemplare tipo di Leida.

Nel 1776, lo zoologo tedesco Peter Simon Pallas descrisse ufficialmente l'antilope azzurra come Antilope leucophaeus. Nel 1853, lo zoologo olandese Coenraad Jacob Temminck affermò che l'esemplare tipo era un maschio adulto impagliato, attualmente conservato al Naturalis di Leida (già Rijksmuseum van Natuurlijke Historie), catturato a Swellendam e giunto ad Haarlem prima del 1776. Alcuni studiosi hanno messo in dubbio che fosse proprio questo l'esemplare tipo, ma nel 1969 gli zoologi olandesi Antonius M. Husson e Lipke Holthuis lo selezionarono come lectotipo di una serie di sintipi, dal momento che Pallas potrebbe aver basato la sua descrizione su più esemplari.
Nel 1846 lo zoologo svedese Carl Jakob Sundevall trasferì l'antilope azzurra e i suoi parenti più stretti nel genere Hippotragus, che aveva istituito per l'antilope roana (H. equinus) nel 1845. Tale revisione venne comunemente accettata dagli altri autori, come gli zoologi britannici Philip Sclater e Oldfield Thomas, che nel 1899 limitarono il genere Antilope alla sola antilope cervicapra (A. cervicapra). Nel 1914 il nome Hippotragus, con l'antilope azzurra come specie tipo, venne sottoposto all'esame della Commissione Internazionale di Nomenclatura Zoologica (ICZN) per essere conservato (in modo che i nomi dei generi più antichi e non utilizzati potessero essere soppressi). Tuttavia, la denominazione originaria del 1845, quella con l'antilope roana come unica specie, venne trascurata e successivamente soppressa dalla ICZN, causando una certa confusione tra i tassonomisti. Nel 2001 l'ecologo britannico Peter J. Grubb propose alla ICZN di revocare la soppressione della denominazione del 1845 e rendere l'antilope roana la specie tipo di Hippotragus, dal momento che l'antilope azzurra è troppo poco conosciuta per essere una specie tipo affidabile. Tale richiesta venne accolta dalla commissione nel 2003.
Il nome comune «antilope azzurra» è la semplice traduzione dell'afrikaans blaubok, nome composto da blauw e bok («antilope» o «capra»). Varianti dello stesso nome sono blaawwbok e blawebock. Il nome del genere, Hippotragus, è di origine greca e vuol dire letteralmente «cavallo-capra», mentre l'appellativo specifico leucophaeus deriva dalla fusione di due termini greci: leukos («bianco») e phaios («brillante»).
Rimangono in tutto quattro esemplari impagliati di antilope azzurra: un maschio adulto a Leida, una giovane femmina al museo zoologico di Stoccolma, una femmina adulta al museo di storia naturale di Vienna e un altro maschio adulto al museo di storia naturale di Parigi. Fino al XIX secolo un altro esemplare impagliato si trovava nel museo zoologico di Uppsala, ma oggi ne rimangono solo le corna. Alcune testimonianze indicano anche la presenza di una pelle ad Haarlem, ma la sua attuale ubicazione è sconosciuta. Alcune di queste spoglie sono state utilizzate per realizzare diverse illustrazioni nel corso del XVIII secolo. Resti scheletrici sono stati rinvenuti sia in contesti archeologici che paleontologici.
Nel 2021 la genetista tedesca Elisabeth Hempel e i suoi colleghi hanno esaminato sedici presunti campioni museali di antilope azzurra per verificarne l'identità e hanno scoperto che solo quattro di loro appartenevano veramente ad antilopi azzurre. Le spoglie conservate a Stoccolma e a Vienna sono state confermate come appartenenti all'antilope azzurra, così come i frammenti di cranio conservati a Leida, che potrebbero appartenere al lectotipo, e le corna di Uppsala. Quattro crani (a Glasgow, Leida, Parigi e Berlino) sono risultati appartenere ad antilopi nere o roane, così come due paia di corna (a Città del Capo e a St. Andrews). Di conseguenza, l'antilope azzurra è risultata essere più rara nelle collezioni museali di quanto ritenuto in precedenza; inoltre, non si conoscono crani completi della specie. I ricercatori sostengono che ci sono altri quattro potenziali resti che potrebbero appartenere ad antilopi azzurre, ma che non sono ancora stati sottoposti ai test: due crani a Berlino, un paio di corna a Londra e un cranio e un paio di corna a Bruxelles.

### Evoluzione

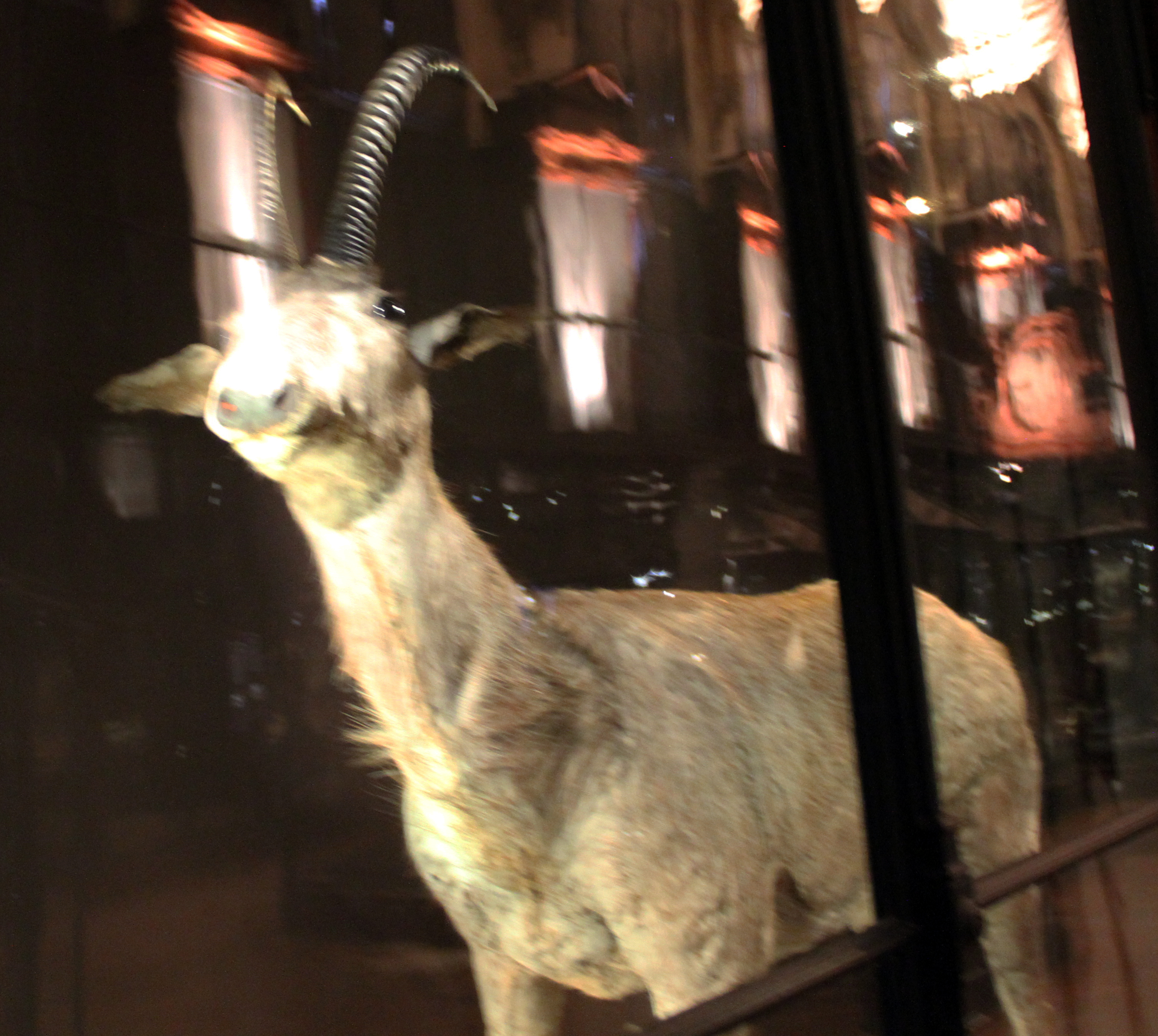
L'esemplare del museo nazionale di storia naturale di Parigi.

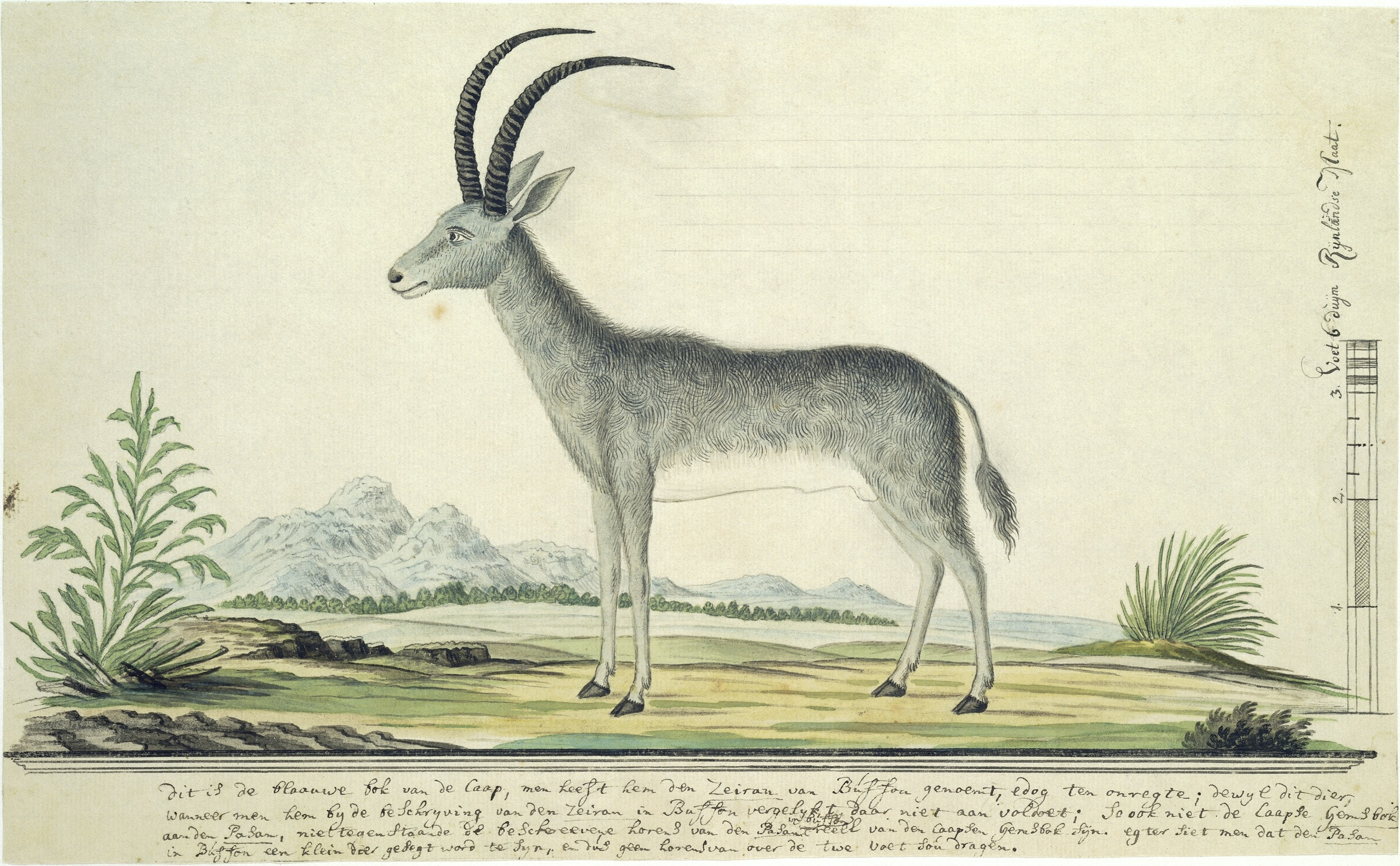
Disegno di Gordon di fine XVIII secolo, forse raffigurante l'esemplare di Parigi.

Sulla base delle somiglianze morfologiche, l'antilope azzurra è stata storicamente considerata una specie distinta o una sottospecie dell'antilope roana. Dopo la sua estinzione, alcuni naturalisti del XIX secolo iniziarono a dubitare della sua validità come specie, ritenendo che gli esemplari conservati nei musei fossero antilopi roane immature o di dimensioni inferiori alla norma. Entrambe le specie vennero quindi raggruppate sotto il nome A. leucophaeus dallo zoologo inglese George Robert Gray nel 1821. Nel 1866, tuttavia, lo zoologo austriaco Franz Friedrich Kohl elencò una serie di caratteristiche distintive dell'antilope roana, seguito successivamente da Philip Sclater e Oldfield Thomas, i quali rifiutarono la sinonimia nel 1899. Nel 1974 il biologo americano Richard G. Klein dimostrò, sulla base dei fossili, che l'antilope azzurra e l'antilope roana convissero simpatricamente nella pianura costiera del Capo sud-occidentale tra Oakhurst e Uniondale durante l'Olocene inferiore, fornendo ulteriori prove a sostegno della teoria secondo cui si trattasse di due specie separate.
Nel 1996 il biologo sudafricano Terence J. Robinson e i suoi colleghi analizzarono il DNA mitocondriale estratto dall'esemplare di antilope azzurra conservato a Vienna e scoprirono che la specie si trovava al di fuori del clade in cui rientrano l'antilope roana e l'antilope nera. Tale studio dimostrò quindi, una volta per tutte, che l'antilope azzurra era una specie distinta e non una semplice sottospecie dell'antilope roana, come era stato ipotizzato in precedenza. Nel 2017, tuttavia, la ricostruzione dell'intero mitogenoma dell'antilope azzurra, realizzata dai biologi portoghesi Gonçalo Espregueira Themudo e Paula F. Campos a partire dalla polvere di osso estratta dalle corna di Uppsala, ha contraddetto i risultati del 1996. Secondo questo studio, l'antilope azzurra sarebbe in realtà una specie sorella dell'antilope nera, mentre l'antilope roana costituirebbe un loro outgroup. L'antilope azzurra e l'antilope nera si separarono circa 2,8 milioni di anni fa, mentre l'antilope roana si discostò da entrambe circa 4,17 milioni di anni fa. Tra 3,5 e 2 milioni di anni fa l'Africa attraversò un lungo periodo di oscillazioni climatiche e, durante una fase più fredda, gli antenati dell'antilope nera e dell'antilope azzurra potrebbero essersi separati, con la popolazione dell'Africa meridionale che sarebbe infine evoluta in una nuova specie.
I cladogrammi seguenti mostrano la posizione filogenetica dell'antilope azzurra secondo le analisi genetiche del 1996 e del 2017:
Robinson e colleghi, 1996:
|  | blesbok (Damaliscus pygargus phillipsi) |
|  |                                         |
|  | bontebok (D. p. pygargus)               |
|  |                                         |

|  | antilope azzurra (H. leucophaeus)                                                        |
|  |                                                                                          |
|  | \| \| antilope roana (H. equinus) \| \| \| \| \| \| antilope nera (H. niger) \| \| \| \| |
|  |                                                                                          |
|  | antilope roana (H. equinus)                                                              |
|  |                                                                                          |
|  | antilope nera (H. niger)                                                                 |
|  |                                                                                          |

|  | antilope roana (H. equinus) |
|  |                             |
|  | antilope nera (H. niger)    |
|  |                             |

|  | blesbok (Damaliscus pygargus phillipsi) |
|  |                                         |
|  | bontebok (D. p. pygargus)               |
|  |                                         |

|  | antilope azzurra (H. leucophaeus)                                                        |
|  |                                                                                          |
|  | \| \| antilope roana (H. equinus) \| \| \| \| \| \| antilope nera (H. niger) \| \| \| \| |
|  |                                                                                          |
|  | antilope roana (H. equinus)                                                              |
|  |                                                                                          |
|  | antilope nera (H. niger)                                                                 |
|  |                                                                                          |

|  | antilope roana (H. equinus) |
|  |                             |
|  | antilope nera (H. niger)    |
|  |                             |

Themudo e Campos, 2017:
|  | addax (Addax nasomaculatus) |
|  |                             |
|  | orici (Oryx spp.)           |
|  |                             |

|  | antilope roana (H. equinus)                                                                    |
|  |                                                                                                |
|  | \| \| antilope azzurra (H. leucophaeus) \| \| \| \| \| \| antilope nera (H. niger) \| \| \| \| |
|  |                                                                                                |
|  | antilope azzurra (H. leucophaeus)                                                              |
|  |                                                                                                |
|  | antilope nera (H. niger)                                                                       |
|  |                                                                                                |

|  | antilope azzurra (H. leucophaeus) |
|  |                                   |
|  | antilope nera (H. niger)          |
|  |                                   |

|  | addax (Addax nasomaculatus) |
|  |                             |
|  | orici (Oryx spp.)           |
|  |                             |

|  | antilope roana (H. equinus)                                                                    |
|  |                                                                                                |
|  | \| \| antilope azzurra (H. leucophaeus) \| \| \| \| \| \| antilope nera (H. niger) \| \| \| \| |
|  |                                                                                                |
|  | antilope azzurra (H. leucophaeus)                                                              |
|  |                                                                                                |
|  | antilope nera (H. niger)                                                                       |
|  |                                                                                                |

|  | antilope azzurra (H. leucophaeus) |
|  |                                   |
|  | antilope nera (H. niger)          |
|  |                                   |

Basandosi su un campione più ampio di esemplari esaminati, anche Hempel e colleghi, nel 2021, hanno riscontrato che l'antilope azzurra era più strettamente imparentata con l'antilope nera.

## Descrizione

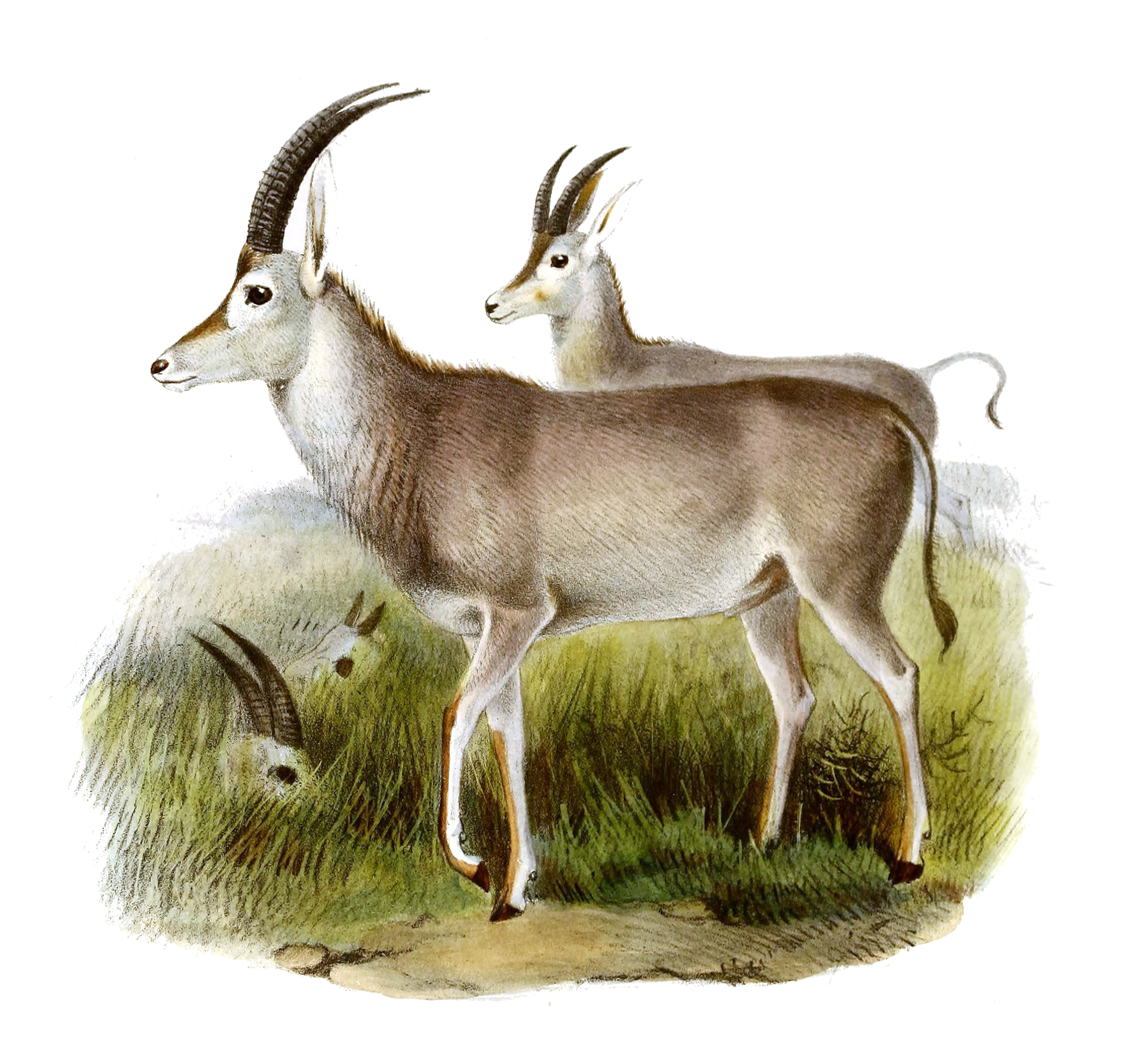
Disegno di un maschio e una femmina (sullo sfondo), effettuato da Smit e Wolf prima del 1899; il disegno potrebbe essere basato sull'esemplare di Parigi e la criniera del maschio sembra essere troppo lunga.

Il maschio adulto di Leida è alto 119 centimetri al garrese ed è forse il più grande esemplare tra quelli conosciuti. Secondo Sclater e Thomas, l'esemplare più alto sarebbe quello di Parigi, un maschio che misura 110 centimetri al garrese; l'esemplare di Vienna, una femmina alta 100 centimetri, è invece il più basso. L'antilope azzurra era notevolmente più piccola dell'antilope roana e dell'antilope nera ed era pertanto il più piccolo rappresentante del suo genere.
Il manto era di colore grigio-bluastro uniforme, con il ventre biancastro, senza alcuna divisione netta sui fianchi. Lungo la superficie anteriore degli arti era presente una debole linea scura. La fronte, più scura rispetto al resto del viso, era marrone, mentre il labbro superiore e la macchia davanti agli occhi erano più chiari del corpo. La criniera lungo il collo era diretta in avanti e non era così sviluppata come quella dell'antilope roana e dell'antilope nera; inoltre, la criniera sulla gola era quasi assente. L'antilope azzurra si differenziava dai suoi parenti ancora esistenti per le orecchie più corte e smussate, prive della macchia nera all'estremità, per il ciuffo della coda più scuro (sebbene solo leggermente più scuro rispetto alla colorazione generale) e per i denti più piccoli. Era priva anche della «maschera» bianca e nera che orna il viso dei suoi parenti.
Dal momento che il colore delle pelli degli esemplari impagliati è probabilmente sbiadito, risulta piuttosto difficile ricostruire la colorazione originaria dell'antilope azzurra basandosi su di esse. Pennant osservò che vi erano delle macchie bianche sotto gli occhi e che il ventre era bianco; il manto era di un «azzurro delicato» negli esemplari in vita, mentre diveniva «grigio-bluastro, misto a bianco» negli animali morti. Lo stesso studioso ipotizzò anche, basandosi sulla lunghezza del pelo e sulla morfologia delle corna, che la specie costituisse una sorta di forma intermedia tra le antilopi e le capre. Continuò la sua descrizione parlando delle orecchie, appuntite e lunghe oltre 23 centimetri, e della coda, lunga 18 centimetri e terminante con un ciuffo di 6 centimetri.
Le corna dell'antilope azzurra erano significativamente più corte e sottili di quelle dell'antilope roana, ma forse proporzionalmente più lunghe. Quelle dell'esemplare di Leida misurano 56,5 centimetri lungo la curvatura. Pennant indicò come lunghezza delle corna 51 centimetri, aggiungendo che esse, acuminate e ricurve all'indietro, erano composte da venti anelli. Sembra che esse avessero dei peduncoli (strutture ossee dalle quali emergono le corna) cavi.

## Biologia

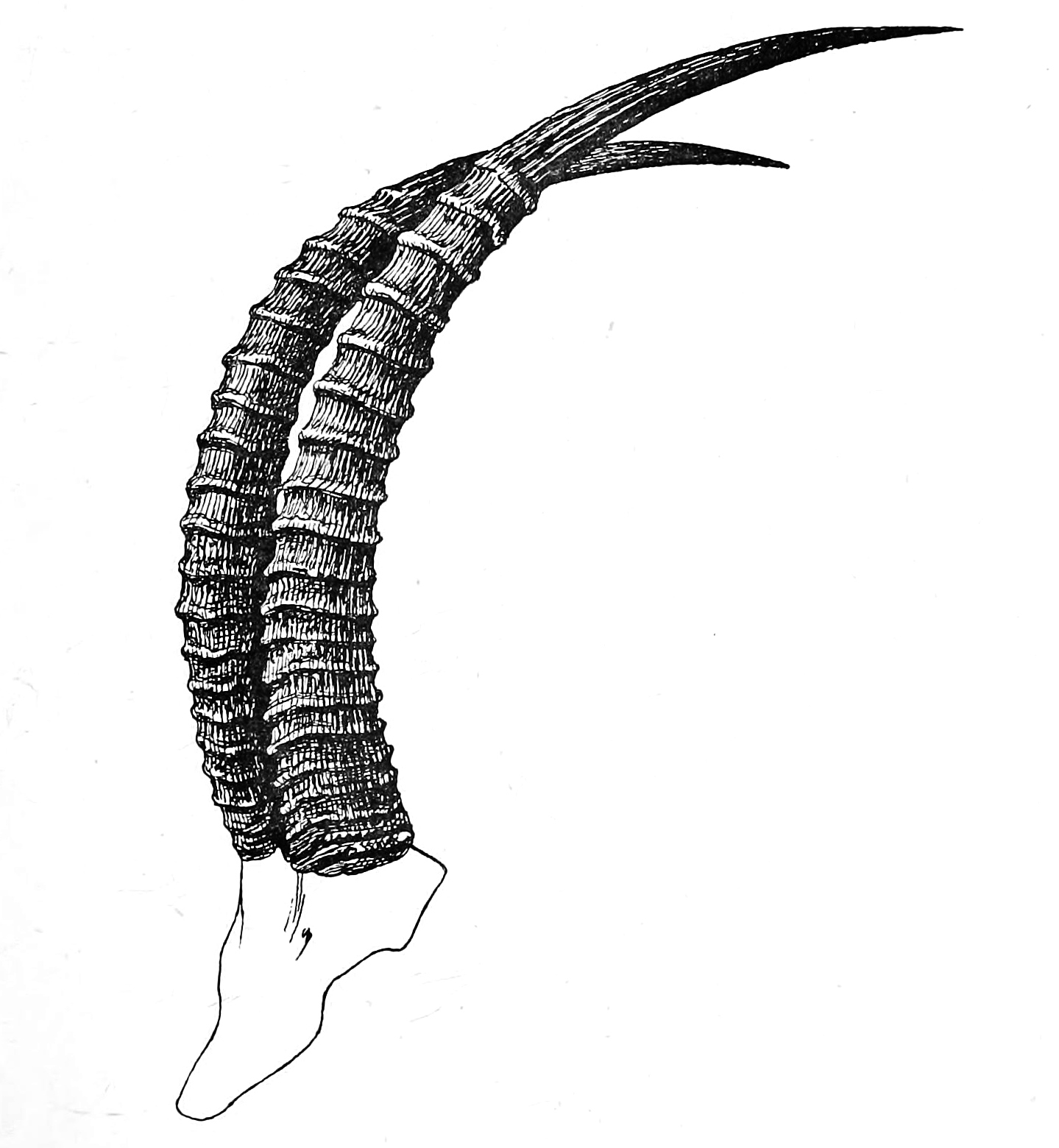
Possibili corna di antilope azzurra al museo di storia naturale di Londra.

L'antilope azzurra, come afferma Klein, si estinse prima che «scienziati qualificati potessero fare osservazioni su esemplari vivi». Secondo le testimonianze storiche, formava gruppi composti anche da 20 individui. Molto probabilmente, possedendo una morfologia dentale simile a quella dell'antilope roana e dell'antilope nera, era prevalentente un erbivoro selettivo che si nutriva soprattutto di graminacee. La fila dei premolari era più lunga rispetto a quella degli altri rappresentanti del genere, il che implica la presenza di dicotiledoni nella dieta.
Uno studio del 2013 condotto dal paleontologo australiano J. Tyler Faith e dai suoi colleghi ha evidenziato la mancanza di caratteristiche morfologiche associate alla sopravvivenza durante i mesi estivi nella parte occidentale della Regione Floristica del Capo (RFC), quando le graminacee non sono né appetibili né nutrienti. Ciò potrebbe aver indotto una migrazione da ovest a est, poiché la parte orientale riceve precipitazioni durante tutto l'anno, mentre nella parte occidentale sono limitate all'inverno.
Una testimonianza del XVIII secolo suggerisce che le femmine forse lasciavano i piccoli appena nati da soli, per poi tornare regolarmente ad allattarli fino a quando non fossero stati abbastanza grandi da unirsi alla mandria, un comportamento simile a quello dell'antilope roana e dell'antilope nera. Come altre antilopi erbivore, l'antilope azzurra partoriva probabilmente nelle regioni in cui le precipitazioni, e quindi la disponibilità di cibo, raggiungevano il picco. Tali regioni corrispondono alla parte occidentale della RFC durante l'inverno e alla parte orientale della RFC durante l'estate. Faith e i suoi colleghi hanno scoperto che la presenza di giovani esemplari tra i resti fossili di antilope azzurra diminuisce progressivamente da ovest a est, indicando che la maggior parte delle nascite avveniva nella RFC occidentale. Considerando la predilezione per le precipitazioni, si può inoltre presumere che la maggior parte delle nascite avvenisse durante l'inverno, periodo in cui la RFC occidentale riceve la maggior quantità di precipitazioni. La migrazione annuale da ovest a est avrebbe avuto luogo in estate, coerentemente con il maggior numero di giovani più anziani nella parte orientale, i quali si sarebbero uniti alle mandrie. Fossili di giovani esemplari si trovano anche in altre parti dell'areale, ma sembrano essere concentrati nella RFC occidentale.

## Distribuzione e habitat

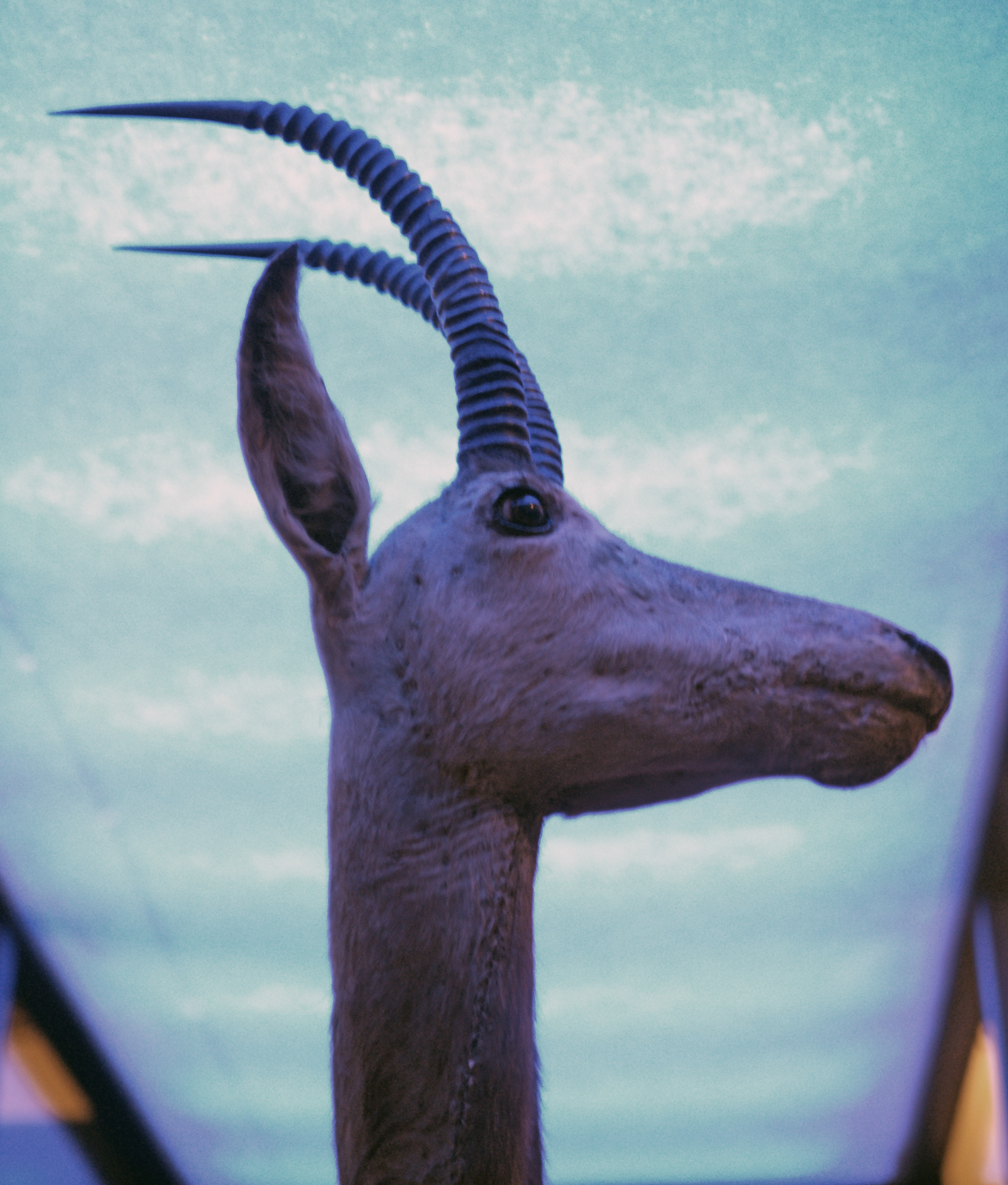
L'esemplare di Vienna.

Endemica del Sudafrica, l'antilope azzurra era confinata al Capo sud-occidentale. Uno studio del 2003 ha stimato l'estensione del suo areale storico in 4300 chilometri quadrati, distribuiti principalmente lungo la costa meridionale. Tuttavia, i suoi resti fossili sono stati scoperti su un'area più ampia, che comprende la Regione Floristica del Capo (RFC) meridionale e occidentale e persino gli altopiani del Lesotho. Le testimonianze storiche permettono di stimare in maniera approssimativa l'areale. Il 20 gennaio 1774 il naturalista svedese Carl Peter Thunberg registrò un avvistamento a Tigerhoek, nello Mpumalanga. Nel marzo o aprile del 1783, François Levaillant affermò di aver visto due esemplari a Soetemelksvlei, nel Capo Occidentale. Sulla base di queste annotazioni, lo zoologo sudafricano Graham I. H. Kerley e i suoi colleghi, in uno studio del 2009, hanno stimato che l'areale dell'antilope azzurra fosse limitato a un'area triangolare nel Capo Occidentale, delimitata dalle località di Caledon a ovest, Swellendam a nord-est e Bredasdorp a sud. Inoltre, tra le pitture rupestri nella valle del fiume Caledon, nella provincia dello Stato Libero (Sudafrica orientale), sono state rinvenute figure identificate come antilopi azzurre, il che confermerebbe una distribuzione storica più ampia della specie.
Nel 1974 Klein condusse uno studio sui resti fossili delle specie di Hippotragus rinvenuti in Sudafrica, scoprendo che la maggior parte apparteneva ad antilopi azzurre e roane. La documentazione fossile suggerisce che l'antilope azzurra fosse presente in gran numero durante l'ultimo periodo glaciale (circa 100000 anni fa) e che fosse la più diffusa tra le antilopi con cui condivideva l'areale. Forse, diversamente dall'antilope roana, era più adatta agli habitat aperti. Fossili di antilope azzurra sono stati trovati nelle grotte del Klasies River e della Nelson Bay (nei pressi di Plettenberg Bay) e a Swartklip (nella parte occidentale delle Hottentots Holland). Faith e i suoi colleghi hanno sottolineato che le parti occidentali e meridionali della RFC erano separate dal resto del paese da barriere biogeografiche, come la Cintura di Pieghe del Capo e le foreste afromontane.
Secondo uno studio del 2011, l'abbassamento del livello del mare avrebbe facilitato le migrazioni dei grandi mammiferi; pertanto, il successivo innalzamento del livello marino avrebbe portato alla frammentazione delle popolazioni di antilope azzurra e all'allontanamento di molte di esse dalla costa occidentale (i fossili risalenti a questo periodo sono infatti scarsi lungo la costa occidentale, ma ben rappresentati lungo quella meridionale). Questo potrebbe aver causato un'estinzione di massa, alla quale sarebbero sopravvissute solo le popolazioni rimaste nella RFC occidentale, più ricca di risorse. Le cause del drastico declino delle popolazioni avvenuto immediatamente prima del XV e XVI secolo non sono ancora state indagate, ma la competizione con il bestiame domestico e il degrado ambientale potrebbero essere stati i fattori principali.
Faith e colleghi hanno inoltre ipotizzato che l'antilope azzurra, essendo erbivora, prediligesse gli habitat di prateria. Questa ipotesi è supportata da evidenze fossili: infatti, i suoi resti appaiono in numero significativo accanto a quelli delle antilopi di prateria. Kerley e colleghi hanno suggerito che l'antilope azzurra frequentasse le praterie ed evitasse le aree boscose e le zone più fitte. In uno studio del 1976 sui fossili rinvenuti nel Capo Meridionale, Klein osservò che le preferenze ambientali dell'antilope azzurra erano simili a quelle del bufalo cafro (Syncerus caffer) e delle cervicapre (Redunca).

## Estinzione

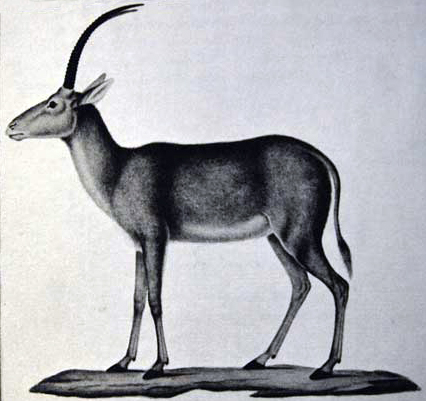
Disegno dell'esemplare di Leida realizzato da Levaillant nel 1781.

Dato che, al momento dell'insediamento europeo nella regione del Capo nel XVII e XVIII secolo, l'antilope azzurra occupava un areale limitato rispetto a quello più ampio evidenziato dai resti fossili, gli studiosi ritengono che la specie fosse già in declino da tempo. Fino a 70000-35000 anni fa era l'unica specie di Hippotragus presente nella regione, ma a partire da circa 11000 anni fa l'antilope roana sembra essere diventata predominante. Ciò potrebbe aver coinciso con la sostituzione delle praterie, ritenute l'habitat prediletto dell'antilope azzurra, con altri tipi di ambiente, come boscaglie e foreste. Anche i cambiamenti del livello del mare all'inizio dell'Olocene potrebbero aver giocato un ruolo nel declino della specie: qualunque sia stata la causa, solo la popolazione meridionale sarebbe sopravvissuta fino ai tempi storici. Hempel e colleghi hanno riscontrato un basso livello di diversità genetica tra i quattro esemplari confermati di antilope azzurra, elemento che conferma che la popolazione era già ridotta al momento della colonizzazione europea.
L'antilope azzurra venne cacciata fino all'estinzione dai coloni europei; nel 1774 Thunberg notò che stava diventando sempre più rara. Il biologo tedesco Hinrich Liechtenstein affermò che l'ultimo esemplare venne ucciso nel 1799 o nel 1800. L'antilope azzurra divenne così il primo grande mammifero africano a estinguersi in epoca storica, seguita dal quagga (Equus quagga quagga), il cui ultimo esemplare morì nel 1883. Poco prima della sua estinzione, l'antilope azzurra era relegata in quella che sarebbe stata chiamata regione dell'Overberg (Capo Occidentale), più precisamente nell'area di Swellendam. Nel 1990 lo zoologo sudafricano Brian D. Colohan riferì di una testimonianza secondo cui un testimone oculare avrebbe visto, circa 50 anni dopo l'abbattimento degli ultimi esemplari a Swellendam, un animale da lui descritto come un bastard gemsbok (ossia un animale simile al gemsbok, l'orice gazzella) vicino a Bethlehem, nello Stato Libero. Tuttavia, la Lista Rossa IUCN riconosce come data ufficiale dell'estinzione quella riportata da Liechtenstein.

## Nella cultura di massa
Le pitture rupestri della valle del fiume Caledon sono state attribuite ai Boscimani. Esse raffigurano sei antilopi di fronte a un uomo e si ritiene che rappresentino un caso di trance sciamanica, forse un Boscimano che visita il mondo degli spiriti attraverso un tunnel. È possibile che i Boscimani credessero che l'antilope azzurra fosse dotata di poteri soprannaturali, come altri animali del loro ambiente. Gli animali raffigurati presentano una sagoma simile a quella della cervicapra, ma le grandi orecchie, le corna e l'assenza di criniera escludono qualsiasi altra specie di antilope, a eccezione dell'antilope azzurra.
Una favola sudafricana, La storia della Lepre, accenna a un'antilope azzurra (denominata inputi) che, insieme ad altri animali, è incaricata di fare la guardia a un kraal. L'antilope azzurra viene menzionata anche in Cinque settimane in pallone (1863) del romanziere francese Jules Verne, dove è descritta come un «magnifico animale di un turchino pallido che dava sul grigio, con il ventre e la parte interna delle zampe bianchi come la neve».